# Jagnjilo (Mladenovac)
Jagnjilo (Servisch cyrillisch Јагњило) is een plaats in de Servische gemeente Mladenovac. De plaats telt 2279 inwoners (2002).